# Frédéric Chopin Zeneiskola
A Frédéric Chopin Zeneiskola 1974-ben alakult meg Gödöllőn, melynek fő feladata a hangszertanítás, a zenei nevelés. Az iskola a 2007/2008-as tanévben elnyerte a „Kiválóra minősített alapfokú művészetoktatási intézmény” címet. A Frédéric Chopin Zeneiskola a hangszertanítás mellett hangversenyeket, művészeti táborokat, zenei kurzusokat, megyei és országos zenei versenyeket, valamint fesztiválokat is rendez.

## Története
1974-ben négy tagozattal alakult meg Gödöllőn a zeneiskola Gödöllői Körzeti Állami Zeneiskola néven, mely 1984-től viseli Frédéric Chopin lengyel zeneszerző nevét. Az 1990-es évektől jelentős fejlődés következett be az iskola életében, növekedett a diákok száma és a tanári létszám, szinte minden hangszer tanítása megkezdődött az intézményben. 1994-ben Gödöllő város önkormányzata bővítette az iskola épületét. 2010-ben újraavatták Margó Ede 1929-ből származó, hányattatott sorsú, egyedülálló Chopin-szobrát. Az iskolában folyó munka színvonalának növekedését jól jelzi, hogy az utóbbi években szinte minden zeneiskolai országos versenyre eljut egy-két növendékük.
A zeneiskolában különböző növendékzenekarok, kamarakórusok, kamaraegyüttesek alakultak, valamint megyei és országos szintű rendezvényeket is szerveznek, például itt tartják az Országos Népzenei Versenyt. Zeneiskolában könyvtár is működik, ahol lehetőség nyílik zenehallgatásra, hangversenyek megtekintésére, kották, könyvek olvasására. Önálló Pedagógiai Programmal 1999-től rendelkezik az iskola, mely a Kodály-módszeren alapul. Az iskola pedagógiai elképzeléseinek alapgondolata:

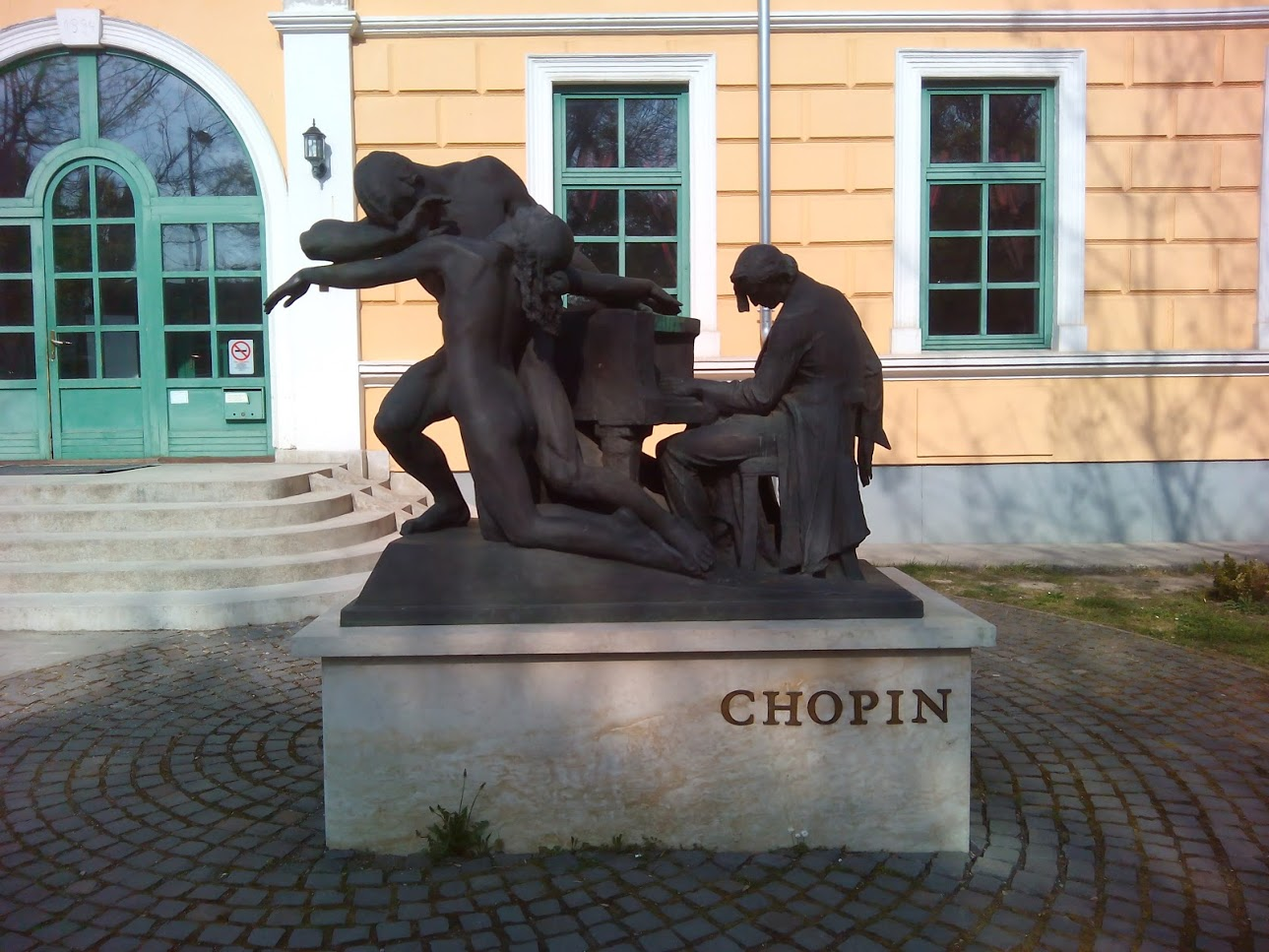
Margó Ede – Chopin (1929)

„A gyermek növekvő, a mindenségre nyitott lény, aki képes magába ölelni minden értéket, melyet szeretettel és helyes iránymutatással adunk át neki.”
(Antoine de Saint-Exupéry)

## Tanszakok

### Fafúvós tanszak
- Tanszakvezető: Fodor László
- furulya
- fuvola
- oboa
- klarinét
- szaxofon
- fagott

### Rézfúvó – ütő tanszak
- Tanszakvezető: Somodi Károly
- trombita
- kürt
- tenorkürt
- harsona
- tuba
- ütőhangszerek

### Szolfézs – magánének tanszak
- Tanszakvezető: Tápai Dóra
- szolfézs
- zeneelmélet
- zeneirodalom
- kórus
- magánének

### Népzene – jazz tanszak
- Tanszakvezető: Albertné Joób Emese
- népi hangszerek
- népi ének
- jazz-zongora
- jazz-gitár
- jazz-bőgő
- jazz-basszusgitár

### Vonós – pengetős tanszak
- Tanszakvezető: Gálné Bagi Márta
- hegedű
- cselló
- bőgő
- gitár

### Zongora tanszak
- Tanszakvezetők: Barta Katalin és Szkordiliszné dr. Czitrovszky Ilona
- zongora

## Zenekarok, Együttesek

### Növendék-együttesek, ifjúsági zenekarok
- Animato Consort
- Cibri Énekegyüttes Cilibri Énekegyüttes
- Cipóriska Énekegyüttes
- Dixix Rhythm Együttes
- Gitárzenekar
- Gyermek Vonószenekar
- Ifjúsági Fúvószenekar
- Ifjúsági Vonószenekar
- Kalapos Énekegyüttes
- Kiscibri Énekegyüttes
- Klarinét Kvartett
- Kórus
- Saltarello Reneszánsz Együttes
- Sercli Énekkettős
- Sivadó Testvérek Kamaraegyüttese

### Tanáraink és volt növendékeink zenekarai
- Arpeggio Gitárzenekar[3]
- Colla Parte Consort
- Cuento Gitártrió
- Gödöllő Consort[4]
- Gödöllői Szimfonikus Zenekar
- Gödöllői Városi Fúvószenekar[5]
- Gödöllői Városi Vegyeskar[6]

## Eredmények
Az iskola növendékei 1994 óta rendszeresen szerepelnek megyei, területi, országos és nemzetközi versenyeken egyaránt, főbb eredményeik a következők:

### 1994/1995
- Országos Klarinétverseny: Bene Sándor
- Országos Zeneiskolai Oboa- és fagottverseny: Danku Eszter, Farkas Ágnes, Krassay Katalin,
- Országos Zeneiskolai Furulyaverseny: Danku Eszter, Krassay Katalin, Danku Márton, Guba András – kamaracsoport, II. díj, Szalay Borbála furulya I. díj
- Országos Zeneiskolai Kürtverseny: Kiss Dániel
- Országos Zeneiskolai Zongoraverseny: Ume Kelly, Györe Bence

### 1995/1996
- Országos „Alba Regia” Kamarazenei Verseny: Krassay Katalin, Danku Eszter, Danku Márton, Guba András-blockflőte, Meleg Anna, Nagy Marianna, Mázik Katalin-gitártrió
- Országos Koncz János Hegedűverseny: Gémesi Gabriella (országos döntő)
- Országos Ütőhangszeres Kamarazenei Verseny: Ángyán Péter, Danku Márton, Gémesi Gergely, Molnár Csaba
- Országos Továbbképzős Verseny: Mészáros Judit, Herczenik Anna I. díj, Nagy Kinga
- Országos Népzenei Verseny: Oroszi Erzsébet, Szász Anna népi ének Kiemelt Nívódíj, Szűcs Miklós-furulya, Kiemelt Nívódíj
- KI MIT TUD? Herczenik Anna – opera, NAGYDÍJ
- Ádám Jenő Nemzetközi Dalverseny: Barabás Erzsébet, Herczenik Anna I. díj
- Országos Fuvoladuó Találkozó: Illésy Orsolya Kiemelt Nívódíj

### 1996/1997
- Országos Zeneiskolai Zenekari Verseny: Fúvószenekar III. díj, Gitárzenekar Dicséret
- Országos Ütőhangszeres Fesztivál: Danku Márton, Gémesi Gergely, Molnár Csaba, Ángyán Péter
- Országos Zeneiskolai Gitárverseny: Nagy Marianna III. díj
- Békéstarhosi Nemzetközi Kürtverseny: Kiss Dániel I. díj

### 1997/1998
- Várpalotai Gitáros Találkozó: Quartett I. díj
- Országos Zeneiskolai Kürtverseny: Kiss Dániel II. díj
- Országos Zeneiskolai Furulyaverseny: Klacsmann Nóra blockflőte
- Zathureczky Hegedűverseny: Lovász Leila Különdíj
- Országos Zeneiskolai Zongoraverseny: Major Zsófia
- Országos Zeneiskolai Oboaverseny: Krassay Katalin II. díj
- Országos Zeneiskolai Furulyaverseny: Szalay Borbála blockflőte I. díj

### 1998/1999
- Országos Kodály Zoltán Szolfézsverseny: Ume Kelly, Klacsmann Nóra
- Országos Népzenei Verseny: Szűcs Miklós-furulya, Szász Anna-ének
- Észak-Magyarországi Zene és Művészeti Iskolák Magánének Szakos Tanulóinak Találkozója: Barabás Erzsébet, Deák Csaba
- Ádám Jenő Nemzetközi Dalverseny: Barabás Erzsébet IV. díj
- Országos Továbbképzős Verseny: Kiss Dániel-kürt, Nagy Kinga-zongora, Kiemelkedő szereplésért díj
- Országos Továbbképzős Verseny: Gábriel Péter-klarinét
- Pest és Nógrád megyei Mélyrézfúvós Verseny: Hubert József III. díj
- Országos Koncz János Hegedűverseny: Lovász Leila III. díj
- Országos Zeneiskolai Trombitaverseny: Ambrus Szabolcs

### 1999/2000
- Országos Gitárverseny: Sleisz Ádám IV. díj, Mázik Katalin, Nuszbaum Ferenc, Pintér Adrienn, Szőke Bálint
- Országos „Alba Regia” Kamarazenei Verseny: Langer Ágnes, Nagy Hanna, Langer Dóra Kimagasló szereplésért oklevél

### 2000/2001
- Országos Zeneiskolai Furulyaverseny: Szalay Borbála II. díj
- Országos Zeneiskolai Kürtverseny: Kiss Anna Alina
- Országos Zeneiskolai Fuvola Duóverseny: Illésy Orsolya, Dornyi Georgina
- Országos Zeneiskolai Klarinétverseny: Pólya Éva, Nagy Attila
- Országos Zeneiskolai Furulyaverseny: Szalay Borbála-furulya III. díj, Klacsmann Nóra-furulya, Klacsmann Borbála-cselló, Prokai Dorina-csembaló
- Országos Népdaléneklési Verseny: Bozsik Fruzsina, Horváth Sára, Drippey Veronika, Magyar Borbála, Tóth Beáta
- Nemzetközi Gitárzenekari Fesztivál: Arpeggio Gitárzenekar

### 2001/2002
- IV. Országos Továbbképzős Verseny: Orova Katalin zongora Nívódíj, Különdíj
- X. Országos Koncz János Hegedűverseny: Langer Ágnes II. díj, Lovász Leila Különdíj
- Kadosa Pál Zongoraverseny: Nagy Polina II. díj
- VII. Kodály Zoltán Szolfézsverseny: Nagy Hanna Különdíj, Langer Dóra
- III. Országos Népzene Verseny: Énekes csoport Kiemelt Nívódíj, Horváth Sára Nívódíj
- X. Országos Ütőhangszeres Kamarazenei Verseny: Ferenczi Tamás, Illésy Mihály, Molnár Péter, Szekeres Tamás II. díj

### 2002/2003
- Ferenczy György Centenáriumi Zongoraverseny: Nagy Polina Dicséret – tanár: Sári Erika
- IX. Országos Gitárverseny: Sándor Krisztina, Sleisz Ádám – tanáruk: Kósáné Szabó Beáta
- VII. Országos Zeneiskolai Mélyrézfúvós Verseny: Baglyas Gellért-harsona – zsűrielnöki Különdíj, – tanár: Ella Attila
- Zathureczky Emlékverseny: Langer Ágnes-hegedű I. díj, Szabó Réka-hegedű Dicséret – tanáruk: Béres Ágota
- VI. Országos Zeneiskolai Zongora Négykezes és Kétzongorás Verseny: Nagy Polina – Langer Dóra Kiemelt Nívódíj tanár: Sári Erika, Sz. Czitrovszky Ilona, Pollák Kinga – Molnár Nikolett Dicséret – tanár: Barta Katalin, Orova Katalin – Nagy Kinga Kiemelt Nívódíj, Különdíj a kortárs zene tolmácsolásáért, Láng Gabriella felkészítő tanár – a Varró Margit Alapítvány Különdíja
- Észak-Magyarországi Művészeti Iskolák Magánének Szakos Tanulóinak Találkozója: Reményi Anna-magánének – Opera, I. díj, Műdal, Kiemelt Nívódíj, Szász Anna-magánének – Műdal, I. díj, Opera, Nívódíj, Pál Nóra-magánének – Műdal, Nívódíj, Kálny Zsuzsa – „A legjobb felkészítő tanár”díja, Ferenczy Beáta – „A legjobb korrepetitor” díja
- Békéstarhos Nemzetközi Kürtverseny: Kiss Anna Alina III. díj, tanára: Lázár Attila

### 2003/2004
- IX. Országos Klarinétverseny: Marton Luca Különdíj – tanárai: Nádas Csaba, Kohán István
- X. Országos Zeneiskolai Oboa és fagottverseny: Marton Lili II. díj, Szkordilisz Emília III. díj – tanár: Buka Enikő
- X. Országos Zeneiskolai Zongoraverseny: Langer Dóra Különdíj – tanár: dr. Czitrovszky Ilona
- IX. Országos „Alba Regia” Kamarazenei Verseny: Gál Márta, Deák Tamara, Juniki Anna, Tóth László Bronz, oklevél– tanár: Gálné Bagi Márta, Sivadó Testvérek: Sivadó Brigitta, Mónika, Zsófia, Balázs, Dávid Bronz, oklevél – tanár: Novák Gyuláné, Sivadó Zsófia-furulya – Különdíj a legfiatalabb versenyzőnek – tanár: Székely Judit
- Zeneiskolai Területi Gitárverseny: Sándor Krisztina I. díj, Kurucz Ádám III. díj, Török Zoltán Különdíj – tanár: Kósáné Szabó Beáta, Fehér Anita III. díj – tanár: Nuszbaum Ferenc, Lukács Dóra Dicséret – tanár: Gábor Erzsébet
- Farkas Ferenc Zongoraverseny: Gosler Judit II. díj – tanár: Sári Erika, Burgyán Annamária III. díj – tanár: Philippné Legeza Judit
- Kreatív Zenei Fesztivál: Szalai Gergő-zongora, Különdíj – tanár: Láng Gabriella, Holczinger András-cselló, Különdíj – tanár: Tóthné Pataki Anikó
- V. Országos Zeneiskolai Furulyaverseny: Laurán Apolka – tanár: Zagyváné Molnár Ildikó, Kis Dorottya, Gecse Adrienn – tanáruk: Székely Judit
- VI. Országos Bartók Béla Hegedű-duó Verseny: Gál Márta, Deák Tamara II. díj– tanár: Gálné Bagi Márta

### 2004/2005
- XI. Koncz János Hegedűverseny: Langer Ágnes II. díj – tanár: Béres Ágota Tanári díj
- II. Ferenczy György Zongoraverseny: Gosler Judit Ezüst díj, – tanár: Sári Erika, Szántó Dániel Dicséret – tanár: Láng Gabriella, Turóczi Anett Dicséret – tanár: Philippné Legeza Judit
- IV. Országos Népzenei Verseny: Juniki Anna, Juniki Mária Nívódíj – tanár: Szikora Réka
- I. Pest Megyei Fuvolaverseny: Kemény Judit I. díj, Gémesi Boglárka Különdíj – tanár: Vargáné Korchma Fruzsina Tanári díj
- II. Nógrád-Pest Megyei Gitárverseny: Sándor Krisztina II. díj, Kurucz Ádám III. díj, Gyenes Attila, Szabó Roland, Török Zoltán Dicséret – tanáruk: Kósáné Szabó Beáta, Simon Bence Különdíj – tanár: Gábor Erzsébet
- VIII. Országos Kodály Zoltán Szolfézsverseny: Langer Ágnes I díj, Langer Dóra II. díj, Pintér Richárd Különdíj, Nagy Hanna Különdíj – tanár: Lázárné Nagy Andrea Kiemelt tanári díj
- Országos Továbbképzős Verseny: Szörényi Tamás-zongora, Kiemelt nívódíj, Legjobb Pest Megyei versenyző díja – tanár: Törpényi Sándor, Jámbor Anna, Szabó Réka, Langer Ágnes-hegedű, Nívódíj – tanáraik: Béres Ágota, Bali János, Simon Márk – trombita, Dicséret – tanár: Ella Attila, Szalai Gergő-zongora, Dicséret – tanár: Láng Gabriella, Gosler Judit-zongora, Dicséret – tanár: Sári Erika
- VI. Országos Rajeczky Benjamin Ének és Népi hangszeres Verseny: Manninger Ágota és Annus Réka Kiemelt arany díj – tanár: Szikora Réka, Szűcs Krisztina-furulya Arany fokozat, szóló – Ezüst fokozat – tanár: Szabó Károly
- Nemzetközi Chopin verseny: Szalai Gergő-zongora, IV. díj – tanár: Láng Gabriella
- V. Országos Zeneiskolai Zenekari Verseny: Gyermek Vonószenekar I. díj, Ifjúsági Vonószenekar II. díj – tanár: Lázárné Nagy Andrea Tanári Különdíj, Colla Parte Consort III. díj – tanár: Zagyváné Molnár Ildikó, Ifjúsági Fúvószenekar Különdíj – tanár: Ella Attila

### 2005/2006
- I. Pest Megyei Kamarazenei Verseny és Fesztivál: Tücsök Együttes Kiemelt Nívódíj – tanár: Gálné Bagi Márta, Gitáregyüttes Kiemelt Nívódíj – tanár: Kósáné Szabó Beáta, Sivadó Testvérek Kiemelt Nívódíj – tanár: Novák Gyuláné, Colla Parte Consort Kiemelt Nívódíj – tanár: Z. Molnár Ildikó, Saltarello Reneszánsz Együttes Nívódíj – tanár: Székely Judit, Gecse Adrienn, Kis Dorottya-furulya Kiemelt Nívódíj – tanáraik: Székely Judit, Bali János, Juniki Ádám, Szajkovics Ádám Kiemelt Nívódíj – tanáraik: T. Pataki Anikó, Törpényi Sándor.
- Országos Zeneiskolai Hegedű-duó Verseny: Albert Julianna – Lázár Bíborka I. díj – tanáraik: Béres Ágota, Gálné Bagi Márta. Langer Ágnes – Ella Orsolya I. díj tanáruk: Béres Ágota.
- V. Országos Jeney Zoltán Ifjúsági Fuvolaverseny: Kemény Judit III. díj: – tanár: V. Korchma Fruzsina. Gémesi Boglárka, Czirle Fanny (országos döntőbe jutott) – tanáruk: V. Korchma Fruzsina
- Országos Gitárverseny: Simon Bence (döntőbe jutott)– tanár: Gábor Erzsébet, Sándor Krisztina (döntőbe jutott) – tanár: Kósáné Szabó Beáta
- II. Pest Megyei Fuvolaverseny: Kemény Judit, Gémesi Boglárka I. díj – tanáruk: Vargáné Korchma Fruzsina, Neubrandt Eszter I. díj tanár: Gordos Éva, Czindrity Réka II. díj – tanár: Deákné Ella Beatrix, Pálhegyi Virág III. díj, Czirle Fanny Különdíj – tanáruk: V. Korchma Fruzsina, Nádas Kinga – tanár: Gordos Éva, Tanári díjat kapott: Gordos Éva, Deákné Ella Beatrix, Vargáné Korchma Fruzsina.
- Nemzetközi Zongoraverseny: Nagy Polina – tanár: Láng Gabriella.
- VII. Országos Zongora Négykezes és Kétzongorás Verseny: Nagy Ella, Wirnhardt Júlia Különdíj – tanár: dr. Czitrovszky Ilona.

### 2006/2007
- „Palócgála 2006” Népzenei Fesztivál – Bartók Béla Népdal-éneklési Verseny: Kakucs Katalin I. díj, Bozsik Fruzsina Kincső III. díj – tanáruk: Benedek Krisztina.
- X. Országos Oboa- és Fagottverseny: Tóth Eszter-fagott Különdíj – tanár: Várnai Miklósné, Marton Lili-oboa – tanár: Buka Enikő
- II. Pest Megyei Kamarazenei Verseny: Tücsök Együttes Kiemelt Nívódíj – tanáraik: Gálné Bagi Márta, Tóthné Pataki Anikó, Gitártrió (Lukács Dóra, Fehér Anita, Török Zoltán), Kiemelt Nívódíj – tanáruk: Kósáné Szabó Beáta, Juniki Ádám, Farkas Péter, dicséret – tanáraik: Tóthné Pataki Anikó, Törpényi Sándor. Tanári díj: Gálné Bagi Márta, Kósáné Szabó Beáta, Tóthné Pataki Anikó
- Országos Zongoraverseny – területi válogató: Szilágyi Zsuzsanna, Gungl Ádám Kiemelt Nívódíj – tanáruk: Barta Katalin, Szalai Gergő Nívódíj – tanár: Láng Gabriella, Szabó Petra Dicsére – tanár: Ferenczy Beáta.
- XI. Országos Zongoraverseny: Szalai Gergő II. díj – tanár: Láng Gabriella. Szilágyi Zsuzsanna, Gungl Ádám – tanár: Barta Katalin.
- III. Pest és Nógrád Megyei Zeneiskolai Gitárverseny: Fodor Katalin Különdíj – tanár: Kósáné Szabó Beáta.
- X. Országos Alba Regia Kamarazenei Verseny: Sivadó Testvérek Kamaraegyüttese Nívódíj – tanáruk: Novák Gyuláné. ALDO kvartett (Ella Orsolya, Kis Dorottya, Tóth László, Szajkovics Ádám) III. díj – tanáraik: Béres Ágota, T. Pataki Anikó, Törpényi Sándor, Bali János, Ibert Duó (Kemény Judit, Baranyi Anett) tanáraik: V. Korchma Fruzsina, Kósáné Szabó Beáta. Tücsök Kvartett (Lázár Bíborka, Bréda Zsófia, Asztalos Dorottya, Gungl Ábel) – tanáraik: Gálné Bagi Márta, T. Pataki Anikó, Barta Katalin.
- III. Pest Megyei Fuvolaverseny: Pálhegyi Virág I. díj, Kemény Judit, Czirle Fanny III. díj – tanár: Vargáné Korchma Fruzsina Tanári különdíj, Ferenczy Beáta Zongorakísérői Különdíj
- VI. Országos Czidra László Furulyaverseny: Kis Dorottya és Laurán Apolka I. díj – tanáruk: Bali János Tanári díj, Sivadó Zsófia II. díj – tanár: Székely Judit, Colla Parte Consort Dicséret – tanáruk: Z. Molnár Ildikó, Barta Katalin Zongorakísérői díj, Legeredményesebb Iskola Különdíja
- Országos Kreatív Fesztivál és Verseny: Nagy Ábel Márton-zongora, Különdíj – tanár: dr. Czitrovszky Ilona.
- VII. Országos Bartók Béla Hegedű-duó Verseny: Gál Márta – Deák Tamara I. díj – tanáraik: Gálné Bagi Márta, Juniki Spartakus. Tanári díj, Lázár Bíborka – Bréda Zsófia II. díj – tanár: Gálné Bagi Márta Tanári különdíj, Albert Julianna – Retzler Zsófia III. díj – tanár: Béres Ágota
- II. Nemzetközi Gitárzenekari Verseny, Rheine, Németország: Arpeggio Gitárzenekar. III. díj– tanár: Kósáné Szabó Beáta

### 2007/2008
- VII.Vass Lajos Népzenei Verseny Regionális Válogatója: Cibri Együttes Arany minősítés, Kalapos Együttes Ezüst minősítés – tanár: Benedek Krisztina, Gecse Adrienn Arany minősítés, Gergely Mihály, Széphalmi Pál Bronz minősítés – tanár: Bolya Dániel
- XII. Országos Koncz János Hegedűverseny: Lázár Bíborka Különdíj, Bréda Zsófia (országos döntő), tanár: Gálné Bagi Márta, Albert Julianna, Ella Orsolya (országos döntő), tanár: Béres Ágota
- III. Ferenczy György Zongoraverseny: Szabó Áron II. díj – tanár: Telek Zsuzsa, Katona Márk III. díj – tanár: Törpényi Sándor, Szabó Petra Dicséret – tanár: Ferenczy Beáta, Rehorovszky Anna Dicséret – tanár: Láng Gabriella, Wirnhardt Júlia Dicséret – tanár: dr. Czitrovszky Ilona
- Karácsonyi énekek és pásztorjátékok IV. Nemzetközi Versenye: Cibri Énekegyüttes Grand Prix Nagydíj, Annus Réka, Manninger Ágota Betlehemi Aranycsillag díj – tanáruk: Benedek Krisztina
- III. Pest Megyei Kamarazenei Verseny és Fesztivál: Animato Consort Kiemelt Nívódíj – tanáruk: Zagyváné Molnár Ildikó, Tücsök Együttes Kiemelt Nívódíj – tanáraik: Gálné Bagi Márta, T.Pataki Anikó, Sivadó testvérek Kamaraegyüttese Kiemelt Nívódíj – tanáruk: Novák Gyuláné, Baranyi Anett, Szabó Roland, Gyenes Attila Nívódíj – tanáruk: Kósáné Szabó Beáta, Tanári Különdíj: Novák Gyuláné, Gálné Bagi Márta, T. Pataki Anikó
- III. Országos Zathureczky Ede Emlékverseny: Langer, Ágnes I. díj és Különdíj Albert Julianna II. díj és Különdíj – tanáruk: Béres Ágota, Lázár Bíborka Különdíj – tanár: Gálné Bagi Márta, Béres Ágota Tanári különdíj, Soós Gabriella Zongorakísérői Különdíj
- VI. Országos Zeneiskolai Továbbképzős Verseny: Kis Dorottya-furulya, Langer Ágnes-hegedű Fődíj – tanáraik: Béres Ágota, Bali János, Tóth Viktória-zongora I. díj – tanár: Szkordiliszné dr.Czitrovszky Ilona, Sivadó Balázs-hegedű I. díj – tanár: Novák Gyuláné, Szántó Kinga és Szajkovics Ádám II. díj – tanáraik: Deákné Ella Beatrix, Törpényi Sándor
- IV. Pest Megyei Fuvolaverseny: Pálhegyi Virág II. díj, Czirle Fanny Különdíj – tanár: Vargáné Korchma Fruzsina Tanári Különdíj, Szántó Kinga II. díj, Hamza Alexandra III. díj – tanár: Deákné Ella Beatrix Tanári Különdíj
- Nógrád és Pest Megyei Művészeti Iskolák IV. Gitárversenye: Sándor Krisztina I. díj – tanár: Kósáné Szabó Beáta Tanári Különdíj
- Kreatív Zenei Fesztivál: Kis Dorottya-furulya, zeneszerzés Különdíj – tanár: Bali János
- V. Országos Népzenei Verseny: Kalapos Énekegyüttes Kiemelt Nívódíj, Sercli Énekkettős Kiemelt Nívódíj, Kiscibri Énekegyüttes Kiemelt Nívódíj, Annus Réka Nívódíj, Cibri Énekegyüttes Dicséret – tanáruk: Benedek Krisztina, Szűcs Krisztina-pásztorfurulya Kiemelt Nívódíj – tanár: Bolya Dániel
- VII. Országos Fuvoladuó Verseny: Neubrandt Eszter és Szántó Kinga III. díj – tanár: Deákné Ella Beatrix
- VI. Országos Zeneiskolai Zenekari Verseny: Gyermek Vonószenekar I. díj, Ifjúsági Vonószenekar III. díj – tanár: Lázárné Nagy Andrea, Apoyando Kamaraegyüttes III. díj – tanár: Kósáné Szabó Beáta
- IX. Kodály Zoltán Országos Szolfézsverseny: Pintér Richárd II. díj, Bense Ákos III. díj, Improvizációs verseny Különdíj, Bréda Zsófia Különdíj, – tanáruk: Lázárné Nagy Andrea Tanári Különdíj

### 2008/2009
- III. Országos Bartók Zongoraverseny: Juniki Mária – tanár: Ferenczi Anna
- VII. Országos Vass Lajos Népzenei Verseny Kárpát-medencei döntő: Kakucs Katalin-népi ének, Cibri Énekegyüttes Kiemelt Nívódíj – tanáruk: Benedek Krisztina
- III. Népdalkincs – Népdaléneklési Verseny: Thuránszky Mihály-népi ének III. díj, Annus Réka-népi ének I. díj – tanáruk: Benedek Krisztina
- Friss Antal Országos Csellóverseny: Asztalos Dorottya – tanár: T.Pataki Anikó
- IX. Országos Zeneiskolai Gitárverseny: Fodor Katalin, Gyenes Attila – tanáruk: Kósáné Szabó Beáta
- Yuri Yankelevitch Nemzetközi Hegedűverseny: Langer Ágnes – hegedű III. díj és Közönségdíj – tanár: Béres Ágota
- VIII. Országos Zongora négykezes verseny: Juniki Mária, Kakucs Katalin – tanár: Ferenczi Anna, Lázár Zsófia, Szabó Petra – tanáraik: dr. Czitrovszky Ilona, Ferenczy Beáta, Dóra Dominika, Mikulik Márton, Csíki Anna Zsófia, Kovács Emma – tanáruk: Telek Zsuzsa
- Pest Megye Rézfúvós Verseny: Ágoston Bence-trombita– tanár: Somodi Károly, Sápi Viktor-tuba II. díj – tanár: Ella Attila
- IV. Pest Megyei Kamarazenei Verseny és Fesztivál: Kis furulyaegyüttes Kiemelt Nívódíj, Animato Consort Kiemelt Nívódíj – tanáruk: Zagyváné Molnár Ildikó, Tücsök Együttes Kiemelt Nívódíj – tanáraik: Gálné Bagi Márta, T. Pataki Anikó, Colour Strings Kiemelt Nívódíj – tanáruk: Béres Ágota, Apoyando Kamaraegyüttes Kiemelt Nívódíj – tanáruk: Kósáné Szabó Beáta, Sivadó Együttes Kiemelt Nívódíj – tanáruk: Novák Gyuláné, Dixix Rhythm Együttes Kiemelt Nívódíj, Klarinét Kvartett Kiemelt Nívódíj – tanáruk: Fodor László
- Országos Mélyrézfúvós Verseny: Sápi Viktor-tuba II. díj – tanár: Ella Attila